# Songs for Rebecca
Songs for Rebecca fou un projecte de disc del cantautor canadenc Leonard Cohen, començat a enregistrar a finals de 1975, tot just després d'haver enllestit el disc New Skin for the Old Ceremony. Tot i que ja s'havia enregistrat una cara del disc Cohen va abandonar el projecte, ara bé, va aprofitar les cançons primer en una gira que Cohen va fer pels Estats Units i el Canadà el 1975. Per altra banda també en va aprofitar dues per al disc Death of a Ladies' Man (True Love Leaves No Traces i Don't Go Home with Your Hard-on) de 1977 i tres més a Recent Songs (Came So Far for Beauty, The Traitor i The Smokey Life) de 1979.